# Sebastian T.W. Kristiansen
|  | Sammenskrivningsforslag Artiklen Sebastian T.W. Kristiansen er foreslået føjet ind i The Setting Son. (Siden februar 2017) Diskutér forslaget |

Sebastian T.W. Kristiansen (født 1983) er en dansk musiker, billedkunstner og videoinstruktør. Uddannet på Det Kgl. Danske Kunstakademi i 2010.
Han er sanger og sangskriver i The Setting Son. Guitarist i Emma Acs & the Inbred Family. Sanger og guitarist i the Mayflower Pussyfarm, og stod derudover bag projektet The 1st fra 2014.

## Diskografi
- The Setting Son: Before I Eat My Eyes and Ears (2012), Spring of Hate (2009), The Setting Son (2007)

- Emma Acs: Give Into Whatever (2015), Champagne (2011)

- The 1st (2014)
- The Mayflower Pussyfarm: A Cosmic Medicine Show (2017)

## Videografi
- TJ & the Reasons to Live - Follow You (2016) (Instruktør, fotograf, klipper, animation og colorist)

- Tj & the Reasons to Live - What Have I Done (2016) (Instruktør, fotograf, klipper, animation og colorist)

- Childrenn - Handcuffed (2016) (Instruktør, fotograf, klipper, animation og colorist)
- Emma Acs - Tlf Duet (2016) (Fotograf)
- She Talks - Tangled up in Blue (2015) (Instruktør, fotograf, klipper, animation og colorist)
- Emma Acs - Magnetic Field (2015) (Fotograf)
- Emma Acs - Ktown (2015) (Fotograf, klipper, animation og colorist)
- Wizard of Love - A Stranger to You (2015) (Animation)
- D/troit - The 45 (2014) (Klipper og colorist)
- Emma Acs - Balloon Farm (2013) (Klipper)
- Den Syvende Søn - Hun Sagde Han Sagde (2013) (Klipper og colorist)
- Emma Acs - Green Stars and an Orange Sun (2011) (Klipper)

Festival:
Cph Pix 2016 (Music + Video)